# さいたま市立東宮下小学校
さいたま市立東宮下小学校（さいたましりつ ひがしみやしたしょうがっこう）は、埼玉県さいたま市見沼区にある公立小学校。

## 沿革
- 1979年（昭和54年）4月1日 - 大宮市立東宮下小学校開校
- 2001年（平成13年）5月1日 - 大宮市、浦和市、与野市の合併に伴い現校名になる。